# Verglas (roman)
Pour les articles homonymes, voir Verglas (homonymie).
Verglas est un roman policier québécois à saveur scientifique du journaliste Normand Lester et de Corinne De Vailly, paru en 2006. Il s'agit d'un des premiers romans de Lester qui a surtout écrit des essais sur la politique québécoise et canadienne.

## Résumé
Peu avant le verglas massif de janvier 1998 dans le Nord-Est de l'Amérique du Nord qui paralysa le Québec, un Amérindien est retrouvé mort d'une surdose d'héroïne. L'enquête est confiée au jeune détective Pierre Dumont qui découvre rapidement est qu'elle est plus complexe que celle d'un « junkie ». En effet, cet homme de la tribu des Cris voulait absolument parler au premier ministre du Québec et travaillait pour une entreprise de technologie militaire reliés à des recherches du Pentagone. L'intrigue implique rapidement l'entourage du président américain Bill Clinton et un riche Américain d'origine canadienne, proche du Parti républicain, qui veut faire du gouverneur du Texas George W. Bush le prochain président.

## Analyse
Dans une entrevue, Normand Lester parle de l'introduction des armes climatologiques dans l'intrigue de son roman. Il se base sur des rapports selon lesquels les États-Unis feraient réellement des expériences secrètes depuis les années 1980 afin de manipuler la météo avec des émissions de basses fréquences, et ainsi de s'en servir comme arme de guerre. Lester fonde ses spéculations sur les expériences HAARP pour trouver un moyen de communiquer avec Siple Station postée en Antarctique par le scientifique Paul Siple mais qui auraient permis de trouver que l'émission d'ultra basse fréquence avait une incidence sur l'ionosphère et sur la météorologie.
Les experts en météorologie mentionne que l'énergie nécessaire au développement des systèmes météorologiques provient du Soleil et que la quantité reçue par mètre carré est tellement énorme que toute modification par ce moyen impliquerait de contrôler l'insolation sur de vastes territoires et de vastes énergies,. Ceci est techniquement impossible en utilisant des moyens ponctuels comme bombarder l'ionosphère, étant donné que des moyens nécessaires important devraient être appliqués sur de vastes étendues. Ces spéculations font donc partie de la théorie des complots.